# Varina (Iowa)
Pour les articles homonymes, voir Varina.
Varina est une ville du comté de Pocahontas, en Iowa, aux États-Unis. Elle est fondée en 1899 et incorporée le 29 mars 1901.